# Дом Петра I (Киев)
«Дом Петра́ I» в Ки́еве — название памятника архитектуры рубежа XVII−XVIII веков Киеве, находящегося на Подоле по адресу ул. Константиновская 6/8 (на пересечении с улицей Хорива). На сегодняшний день функционирует как филиал Музея истории Киева — Музей истории благотворительности в Киеве.

## Пребывание Петра I в этом доме
По некоторым данным, царь Пётр I проживал в этом доме во время своего приезда в Киев в 1706 году. Есть мнение, что здание принадлежало гетману Ивану Мазепе, который лично и принял у себя царя. Однако украинские историки, например, Фёдор Эрнст, не признают факта пребывания Петра I в этом доме. Часто историю о нахождении здесь Петра I называют городской легендой.
29 июня 1909 года в рамках программы празднования 200-летия Полтавской битвы на здании была торжественно открыта мраморная мемориальная доска в честь Петра I. В 1965 году эта доска была заменена на новую, гранитную, с графическим изображением императора. Её текст сообщал: «В этом здании в 1706−1707 годах пребывал Пётр I». На фасаде «Дома Петра I» эта доска провисела чуть более 20 лет: в конце 1980-х годов неизвестные вандалы написали на ней слово «кат», а со временем — ночью — разбили доску.

## История
«Дом Петра I» был возведён, вероятно, в конце XVII (не ранее 1696 года) — в начале XVIII столетия, в период активного каменного строительства в Киеве, в усадьбе, которая с 1663 года принадлежала известному киевскому купеческому роду Быковских. Собственник усадьбы Ян Быковский — киевский войт в 1687−1699 годах — владел на Подоле многими дворами, магазинами, прудом с мельницей, землями вдоль речки Глубочицы и на горе Щекавице.
Первоначально дом в усадьбе Быковских был двухэтажным, Г-образным в плане, с подвалом и двумя круглыми башнеобразными наружными объёмами. Все помещения сооружения перекрывались сводами. В начале 1730-х годов внук Яна Быковского — Леонтий — начал перестройку здания под 10 комнат, однако в 1734 году его назначили сотником в Опошню, и поэтому Быковский уехал из Киева, оставив родовой дом недостроенным.
Перестройку дома на Константиновской закончил известный киевский архитектор Иван Григорович-Барский по заказу Киевского магистрата, который в 1780-х годах выкупил все Киевские местности Быковских за неимоверную на то время сумму — три тысячи рублей. В результате перестройки из западной стороны здания была сделана двухэтажная пристройка, а между башнями и на входном ризалите с юга обустроили открытые аркады в барокковых формах. После окончания ремонта, в 1791 году, по решению магистрата в бывшем здании Быковских был размещён «смирительный дом» — место изоляции пьяниц и дебоширов, а также сумасшедших. В 1799 году их список пополнил и объявленный властью сумасшедшим известный композитор Артемий Ведель, который удерживался тут под стражей до 1803 года.
В 1803 году сумасшедший дом был переведён в Кирилловскую больницу, и в течение следующих лет здание стояло пустым. Значительные повреждения дом получил во время пожара на Подоле в 1811 году: его последствия были ликвидированы лишь после нового ремонта и перестройки в 1817−1820 годах. После этого здание было отдано под Подольское приходское училище, что просуществовало тут до конца 1860-х годов.
В 1870-х годах в этом доме жил известный врач-терапевт Феофил Яновский. С конца 1870-х в здании располагались казармы, а в 1883 году оно было передано Александровскому детскому приюту, который действовал тут до 1917 года. Директором приюта был доктор Иван Воскресенский — отчим писателя Михаила Булгакова.
После революционных событий 1917−1921 годов, здание функционировало как жилое. В середине 1970-х годов сооружение было капитально отреставрировано, и в 1978 году передано на баланс Музея истории Киева.

## Архитектура

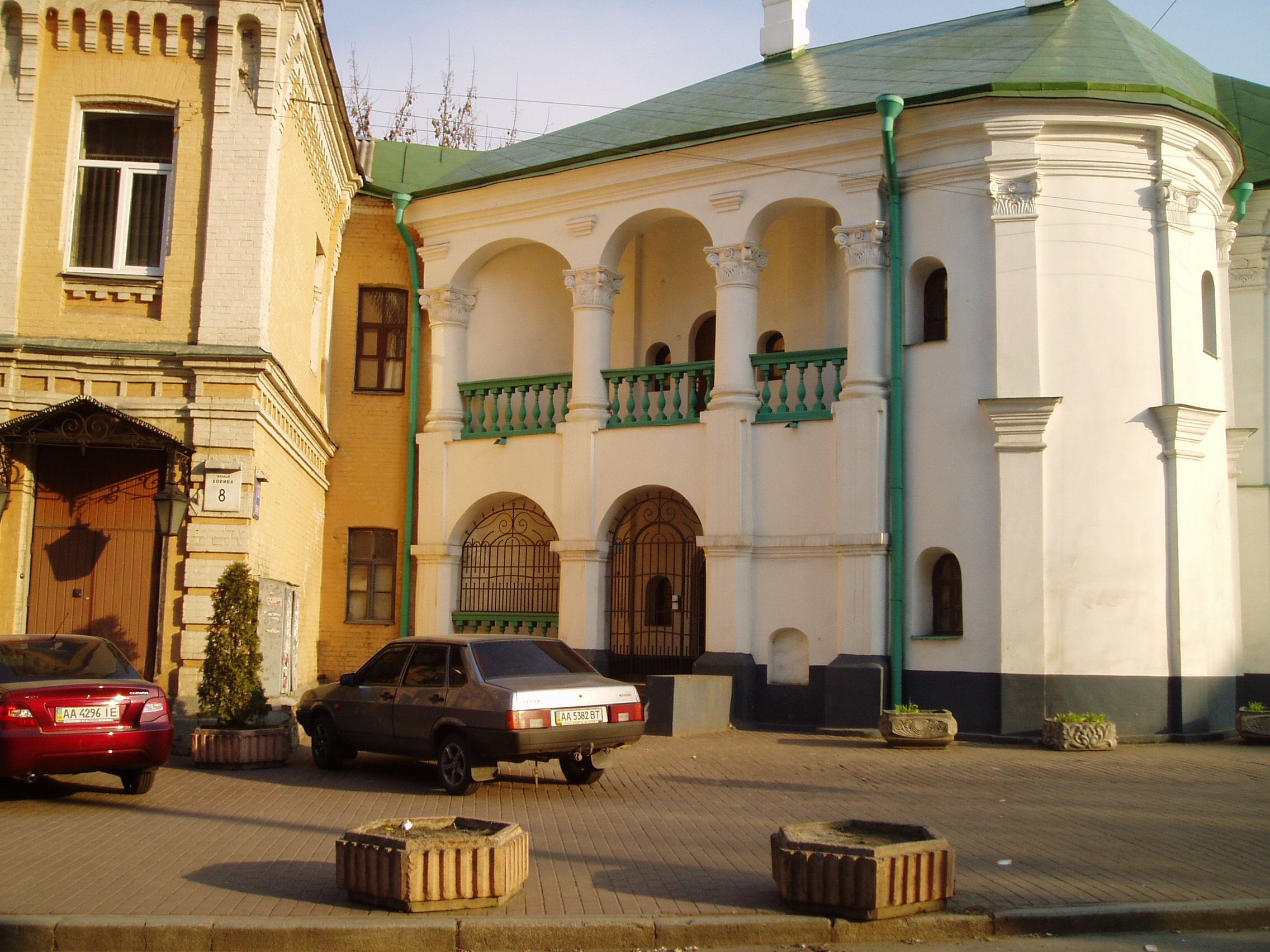
Задняя часть «Дома Петра I», вид с ул. Хорива

«Дом Петра I» — кирпичный, оштукатуренный, асимметричный по композиции, рассчитанный на обзор со всех сторон. Здание состоит из нескольких помещений, соединённых анфиладно, входы — с севера и юга, северо-восточную его башню занимают закрученные ступени. Здание придаёт разнообразие фасадам. С севера оформлено трёхпролётной арковой лоджией, имеющей опоры в виде пилонов на первом этаже и приземистых колонн упрощённого композитного ордера — на втором этаже. Аналогичная двухпрогонная аркада использована в решении открытой террасы южного фасада. Массивные стены основного объёма расчленены небольшими окнами.
Во время реставрации в 1970-х годах реставраторам удалось под более поздними перестройками выявить и обновить первоначальный декор фасадов и внутренние планировки здания.

## Музей истории благотворительности
В 2007 году «Дом Петра I» на средства города был отремонтирован, и в нём разместили филиал Музея истории Киева —  Музей истории благотворительности в Киеве.
Наиболее ценным элементом музея является сам памятник архитектуры, интерьер которого попытались максимально приблизить к XIX веку.
Экспозиция музея посвящена истории сооружения памятника, пребыванию Петра I в Киеве, меценатству представителей духовной и имперской власти и разнообразным формам официальной и гражданской благотворительности в Киеве времён Российской империи. Из наиболее ценных экспонатов — икона «Божья Матерь с Младенцем на руках» с почти полностью сохранённым барочным ваянием XVIII столетия и книга «Жития святых» 1762 года, которая, среди прочего, содержит описание жизни Дмитрия Туптало.
Также выставка содержит большую коллекцию фотокарточек и документов XIX столетия, рассказывающих о жизни киевлян в те времена.
С ноября 2015 года в палатах Дома Петра Первого проходят регулярные концерты старинной музыки (авторский проект клавесинистки, пианистки, кандидата искусствоведения Наталии Сикорской).